# Damn Nation
Damn Nation és un còmic de tres toms guionitzat per Andrew Cosby i dibuixat per Jason Shawn Alexander, publicat originalment per Dark Horse Comics. La història tracta sobre vampirs en una ambientació futurista. El primer tom fou publicat el febrer de 2005.
Paramount Pictures anuncià el 2009 una adaptació en pel·lícula amb guió escrit per Ashley Edward Miller i Zack Stentz.